# أليس دي
أليس دي (بالإنجليزية: Alice Dye)‏ هي لاعبة غولف أمريكية، ولدت في 19 فبراير 1927 في إنديانابوليس في الولايات المتحدة، وتوفيت في 1 فبراير 2019.